# Paweł z Bojańczyc
Paweł z Bojańczyc (ur. ? w Bojańczycach, zm. 18 marca 1453) – polski duchowny rzymskokatolicki, biskup kamieniecki.

## Życiorys
Syn Mikołaja z Bojańczyc. Pochodził z Bojańczyc, z niskiego rodu (być może z rodziny sołtysa lub ze szlachty zagrodowej). Prawdopodobnie był precentorem (pomocnikiem ceremoniarza) w katedrze krakowskiej i w 1400 rozpoczął studia na Akademii Krakowskiej. Następnie przyjął święcenia prezbiteriatu i został kapłanem diecezji krakowskiej. Według Władysława Abrahama zawdzięczał swoją karierę Mikołajowi z Gorzkowa, który w 1408 został biskupem wileńskim. Paweł miał wtedy wyjechać do Wilna ze swoim patronem. W 1427 był kanonikiem wileńskim, proboszczem szpitala Św. Ducha w Wilnie i kapelanem wielkiego księcia Witolda Kiejstutowicza.
Witold listownie polecił Pawła papieżowi Marcinowi V na wakujące stanowisko biskupa kamienieckiego. Na przełomie 1427 i 1428 Paweł posłował do Rzymu w sprawach powierzonych mu przez Witolda oraz aby osobiście zabiegać o swoją nominację.
25 czerwca 1428 lub 5 lipca 1428 Marcin V prekonizował go biskupem kamienieckim i z powodu niskich dochodów biskupstwa zezwolił mu na zatrzymanie kanonii i probostwa w Wilnie. Brak informacji kiedy i od kogo przyjął sakrę biskupią.
Był aktywny w polityce państwa. Po śmierci Witolda w 1430 z inicjatywy i przy udziale bpa Pawła panowie polscy zajęli grody podolskie na czele z Kamieńcem Podolskim. Na polecenie papieża Eugeniusza IV rokował pomiędzy Zygmuntem Kiejstutowiczem a Świdrygiełłą. W 1435 członek polskiej delegacji rokującej z krzyżakami. Sygnatariusz pokoju w Brześciu Kujawskim.
Zmarł 18 marca 1453 i został pochowany w katedrze kamienieckiej.